# Calcutta Club
Calcutta Club (în bengaleză কলকাতা ক্লাব) este un club social situat pe Lower Circular Road din orașul Kolkata (anterior Calcutta), India. A fost înființat în 1907 și, spre deosebire de celelalte cluburi existente în acea vreme în India, permitea accesul reprezentanților tuturor raselor. Primul președinte al clubului a fost Sir Nripendra Narayan⁠(d), maharajahul din Cooch Behar⁠(d).

## Istoric
La începutul secolului al XX-lea, perioada înființării Calcutta Club, cluburile sociale private din Calcutta, inclusiv vechiul și elitistul Bengal Club⁠(d) (fondat în 1827), admiteau doar bărbați albi ca membri. Codul intern al Bengal Club nu permitea ca reprezentanții altor rase să devină membri și nici să fie primiți ca invitați în spațiile proprii. În anul 1907 lordul Minto, vicerege și guvernator general al Indiei (1905–1910), l-a invitat pe industriașul indian Rajen Mookerjee⁠(d) să ia masa la Bengal Club și, atunci când politica discriminatorie a clubului a fost astfel expusă, s-a luat decizia înființării unui club social în care politica acceptării membrilor să nu se bazeze pe considerente de rasă. Scopul formării acestui club a fost îmbunătățirea relațiilor autorităților coloniale britanice cu reprezentanții tuturor comunităților etnice și religioase din oraș pentru o mai bună conlucrare în folosul comun.
Calitatea de membru al clubului a fost acordată inițial doar bărbaților adulți, indiferent de rasa lor. Regulamentul clubului prevedea existența unei „anexe pentru doamne”, în care puteau fi invitați atât membrii clubului, cât și alte persoane. Această politică de acces a fost schimbată în 2007, iar femeile au putut să devină membre ale clubului. Clubul a revizuit, de asemenea, politica sa privind copiii și a început recent să accepte și copii cu vârsta de peste 12 ani.
O mare parte a rețetelor culinare ale clubului sunt neschimbate încă din 1907.